# Functional Dysfunctionality
Albums de Uncommonmenfrommars
Longer Than An EP, Shorter Than An Album I Hate My Band
Functional Dysfunctionality est le quatrième album studio du groupe de skate punk mélodique français Uncommonmenfrommars.
Il a été enregistré au Warmaudio, à Décines et est sorti en France le 12 octobre 2009, mais était déjà disponible quelque temps plus tôt en Allemagne.

## Composition
- Ed Flanders : chant et guitares
- Trint Eastwood : chant et guitares
- Jim Mars : chant et basse
- Daff Lepard : batterie

## Guests
Alice Ogresse : violoncelle sur It's All For The Greater Good et Get Back On Your Horse.
Raphaël Cartellier : orgue Hammond B3 sur Bad Ideas, Face To The Ground, et My White Russian.
Mélanie Tobia : percussions sur Let It Flow, Face To The Ground, et My White Russian.

## Liste des chansons de l'album
1. It's All For The Greater Good - 3:16
2. Vampire Girl - 3:00
3. Quicksand - 2:14
4. Bad Ideas - 3:50
5. Pink Bullets - 3:23
6. Get Back On Your Horse - 3:06
7. Let It Flow - 3:46
8. Positive Nihilist - 2:02
9. Face To The Ground - 3:19
10. My Life Season 3 Episode 1 - 1:56
11. Key's In The Mail - 4:35
12. My White Russian - 3:06